# Limnonectes ingeri
Limnonectes ingeri är en groddjursart som först beskrevs av Ruth Kiew 1978.  Limnonectes ingeri ingår i släktet Limnonectes och familjen Dicroglossidae. IUCN kategoriserar arten globalt som nära hotad. Inga underarter finns listade i Catalogue of Life.